# 第7師団 (陸上自衛隊)

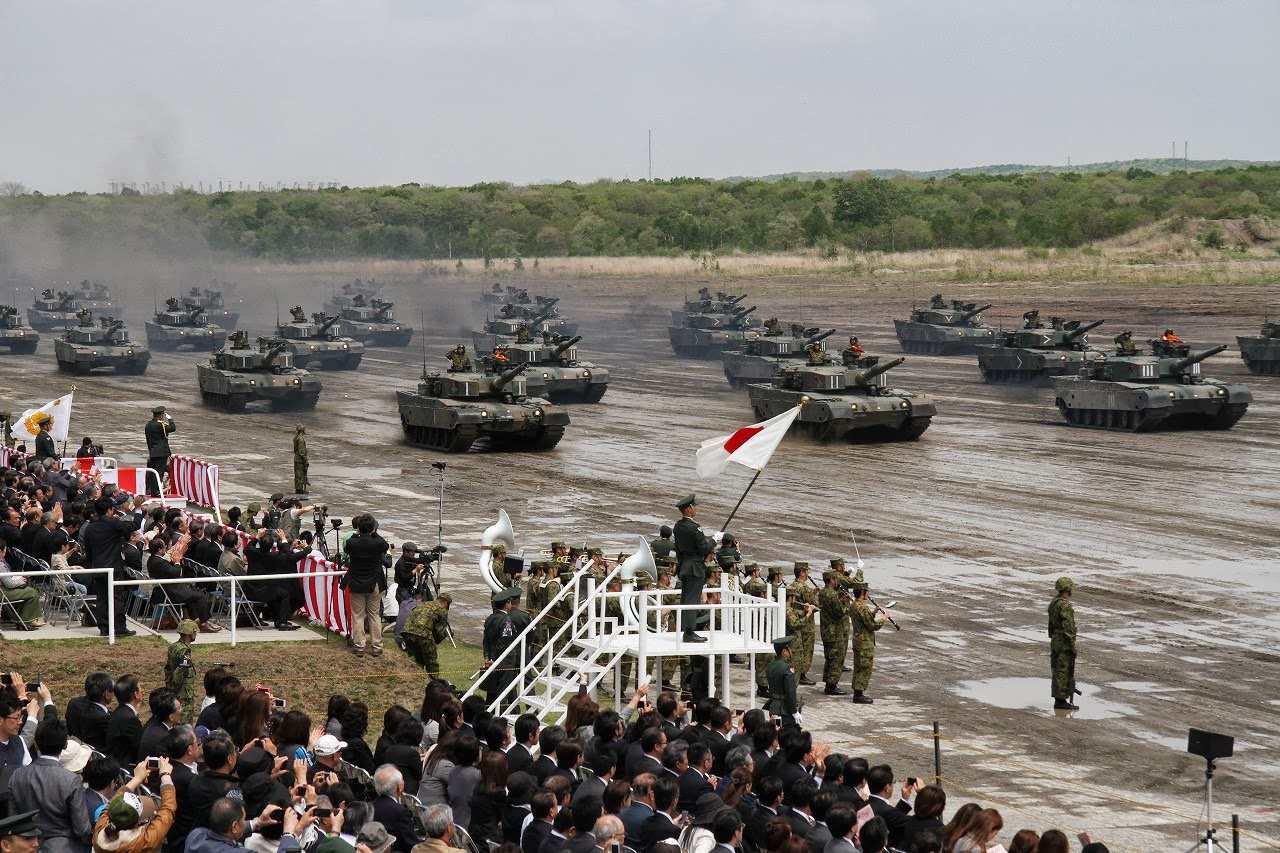
2013年6月2日、第7師団創隊58周年及び東千歳駐屯地創立59周年記念パレード。

第7師団（だいななしだん、JGSDF 7th Division）は、陸上自衛隊の師団のひとつである。北部方面隊直轄にあり、師団司令部を陸上自衛隊東千歳駐屯地（北海道千歳市）に置く。

## 概要
陸上自衛隊で唯一の機甲師団であり、3個戦車連隊を中核とし、約200両（自衛隊保有数の約1/3）の戦車が集中配備されている。戦車連隊を複数有する師団は、第7師団のみであり、戦車の大量装備のみならず、特科の装備する火砲の完全自走化もなされている。重戦力による機動打撃を担当しており、機動運用部隊として、必要に応じ他地域への展開も行う。また、普通科部隊である第11普通科連隊も普通科6個中隊基幹と部隊規模が大きく、重迫撃砲中隊も含めて、こちらも完全機械化されている。このほか、戦車配備の偵察隊や装甲車配備の通信隊など、他の師旅団と比較し機械化が図られている。
第7師団は、前身の第7混成団時代より機械化部隊として編成が行われてきた。陸上自衛隊の北方重視と予算問題による他の混成団の機械化改編構想の断念もあり、当時から、その部隊編成は特徴的であった。1962年（昭和37年）の師団改編時も丙師団（機械化部隊）となっており、1980年（昭和55年）の師団改編（機甲師団化）において、その傾向がより強まった。
1980年代後半の「戦車の北転事業」で増強後に冷戦終結を迎え、2010年代の西方重視への変換等、冷戦後の体制改革を受けつつも現在まで、機動運用部隊として運用されている。
そのほか、胆振・日高の防衛警備、災害派遣を任務とし、民生協力および国際貢献活動を行っている。

## 沿革
第7師団の沿革を以下に示す。改編の詳細については別節を参照。

### 第7混成団
- 1955年（昭和30年）12月1日：第7混成団本部、同付中隊、第7会計隊本部が真駒内駐屯地において編成完結。
- 1956年（昭和31年）
  - 1月19日：第7混成団長、隷下部隊に対し指揮権行使。
  - 1月25日：第18普通科連隊を隷下に編合。第7特科連隊（東千歳駐屯地）、第7施設大隊（南恵庭駐屯地）、第7偵察中隊（名寄駐屯地）、第7武器中隊（旭川駐屯地）、第7通信中隊（札幌駐屯地）、第7補給中隊（旭川駐屯地）、第7衛生中隊（帯広駐屯地）が編成完結。
  - 2月10日：第7特科連隊、第7施設大隊、第7武器中隊、第7補給中隊、第7偵察中隊、第7衛生中隊、第7通信中隊が真駒内駐屯地に移駐。
  - 6月3日：第7混成団および真駒内駐屯地開庁式。
  - 10月8日～11日まで島松演習場において陸上自衛隊初の対空挺演習を実施。

1960年頃の主要編成
団本部、本部付中隊、第18普通科連隊、第7特科連隊
- 1961年（昭和36年）2月22日：部隊改編。

1. 第5管区隊第11普通科連隊を隷下に編合。
2. 第18普通科連隊が第5管区隊隷下に隷属替え。

- 1961年（昭和36年）2月28日：第7混成団を機械化部隊に改編。

1. 第23普通科連隊が東千歳駐屯地において編成完結。
2. 第24普通科連隊が東千歳駐屯地において編成完結。
3. 第7特車大隊が北千歳駐屯地において編成完結。
4. 第7通信大隊が東千歳駐屯地において編成完結。
5. 第7航空隊が丘珠駐屯地において編成完結。
6. 第7装甲輸送隊が東千歳駐屯地において編成完結。

※編成（団本部、本部付中隊、第11・第23・第24普通科連隊、第7特科連隊、第7特車大隊、第7施設大隊、第7通信大隊、第7航空隊、第7装甲輸送隊、第7偵察隊等
- 1962年（昭和37年）1月18日：

1. 第7混成団が真駒内駐屯地から東千歳駐屯地へ移駐。
2. 第7特車大隊が第7戦車大隊に称号変更し、北千歳駐屯地から東千歳駐屯地に移駐。

### 第7師団
- 1962年（昭和37年）8月15日：師団へ改編（陸上自衛隊の13個師団体制完成）。

1. 第7混成団を第7師団に称号変更。
2. 第7航空隊（丘珠駐屯地）が第7飛行隊に改編され、北部方面航空隊隷下に隷属替え。

1965年頃の主要編成
第11・第23・第24普通科連隊、第7特科連隊、第7戦車大隊
- 1967年（昭和42年）8月30日：第23普通科連隊のレンジャー訓練が支笏湖モラップ湖畔で行われた際に隊員4人が溺死。着衣水泳の途中の事故[8]。
- 1975年（昭和50年）8月1日：第7音楽隊を東千歳駐屯地に新編。
- 1976年（昭和51年）2月：第7戦車大隊に74式戦車の配備を開始。
- 1977年（昭和52年）8月：有珠山噴火災害派遣。
- 1981年（昭和56年）3月25日：機甲師団へ改編[3]。

1. 第7戦車大隊（北千歳駐屯地）を第71戦車連隊に改編。
2. 方面直轄の第1戦車団を廃止し、第72戦車連隊・第73戦車連隊を北恵庭駐屯地に新編。
3. 第23普通科連隊（東千歳駐屯地）を廃止。
4. 第24普通科連隊（東千歳駐屯地）を第8師団隷下へ異動。
5. 第7特科連隊第5特科大隊（静内駐屯地）を第7高射特科連隊として分離独立し、第7師団直轄として静内駐屯地に新編。一部を東千歳駐屯地に配置。
6. 第7武器隊、第7補給隊、第7装甲輸送隊、第7衛生隊を廃止・統合し、第7後方支援連隊を東千歳駐屯地に新編。

※第7師団司令部、第7師団司令部付隊、第11普通科連隊、第7特科連隊、第7後方支援連隊、第7施設大隊、第7通信大隊、第7偵察隊（東千歳駐屯地）、第71戦車連隊（北千歳駐屯地）、第72戦車連隊、第73戦車連隊（北恵庭駐屯地）、第7高射特科連隊（静内駐屯地、一部が東千歳駐屯地）
- 1982年（昭和57年）9月：日米共同訓練参加。
- 1988年（昭和63年）3月25日：第7師団司令部付隊（東千歳駐屯地）に化学防護小隊を新編。

1990年頃の主要編成
第71・第72・第73戦車連隊、第11普通科連隊、第7特科連隊、第7高射特科連隊
- 1990年（平成02年）
  - 3月8日：第73戦車連隊が北恵庭駐屯地から南恵庭駐屯地に移駐。
  - 3月26日：戦車北転事業により、第71戦車連隊、第72戦車連隊、第73戦車連隊に第5戦車中隊を新編（4個戦車中隊から5個戦車中隊に増強）。
- 1991年（平成03年）6月：訓練センター方式（バトラー）による初の戦車中隊訓練。
- 1992年（平成04年）
  - 6月：第71戦車連隊に90式戦車の配備を開始。
  - 10月26日：第11普通科連隊に89式装甲戦闘車の配備を開始。
- 1993年（平成05年）4月：カンボジア国際平和協力業務第2次隊へ派遣。
- 1994年（平成06年）
  - 3月28日：師団改編。

  1. 第71戦車連隊の装備を74式戦車から90式戦車に換装し、戦車中隊の編成を4個戦車小隊から3個戦車小隊に削減。
  2. 第7高射特科連隊のうち4個高射中隊が装備していた35mm2連装高射機関砲 L-90×8門を87式自走高射機関砲×32両（各中隊8両）に換装。
  3. 第7師団司令部付隊化学防護小隊を化学防護隊に改編[9]。
  4. 北部方面航空隊の第7飛行隊を隷下に編合。

  - 8月：第72戦車連隊に90式戦車の配備を開始。
- 1995年（平成07年）1月：阪神・淡路大震災災害派遣。
- 1996年（平成08年）9月：米国戦車射撃訓練参加。
- 1997年（平成09年）6月：国連兵力引き離し監視隊 (UNDOF) へ派遣。
- 1999年（平成11年）
  - 7月：第73戦車連隊に90式戦車の配備を開始。
  - 9月：北海道防災総合訓練参加。
- 2000年（平成12年）
  - 3月28日：部隊改編。

  1. 第73戦車連隊の改編（コア部隊化）。
  2. 第7後方支援連隊の改編。（第1整備大隊、第2整備大隊の新編。一部部隊のコア化等。）
  3. 化学防護隊の改編。１個除染班がコア化する。補給整備班が第7後方支援連隊に併合。

  - 3月29日：有珠山噴火災害派遣（8月1日まで）。 　
  - 4月：即応予備自衛官採用および訓練開始。
- 2002年（平成14年）
  - 3月27日：第7師団司令部付隊化学防護隊を第7化学防護隊に改編。
  - 4月：東ティモール国際平和協力業務
- 2003年（平成15年）
  - 8月：台風10号災害派遣
  - 9月：十勝沖地震災害派遣
- 2004年（平成16年）
  - 2月：第1次イラク復興支援群派遣
  - 5月：第2次イラク復興支援群派遣
- 2005年（平成17年）1月：インドネシア・スマトラ島沖へ国際緊急医療・航空援助隊派遣
- 2011年（平成23年）3月：東日本大震災災害派遣（岩手県、福島県、宮城県へ生活支援隊・原子力災害対処・多目的支援隊を派遣）
- 2013年（平成25年）12月 ：第7偵察隊に90式戦車の配備を開始。
- 2014年（平成26年）3月26日：総合近代化改編（機甲師団）即応予備自衛官訓練を北部方面混成団に移管し第73戦車連隊をフル化[10]。第73戦車連隊の人員は、廃止される第1戦車群からも充当。
- 2017年（平成29年）1月：第71戦車連隊に10式戦車の配備を開始。

2020年頃の主要編成
第71・第72・第73戦車連隊、第11普通科連隊、第7特科連隊、第7高射特科連隊
- 2023年（令和05年）3月15日：部隊廃止。

1. 第71戦車連隊第5戦車中隊を廃止[11]。これにより第71戦車連隊は10式戦車に換装完了。
2. 第72戦車連隊第5戦車中隊を廃止[12]。

- 2024年（令和06年）3月20日：第73戦車連隊第5戦車中隊を廃止[13]。

## 編成・駐屯地
編成
- 第7師団司令部
- 第71戦車連隊（4個戦車中隊基幹）
- 第72戦車連隊（4個戦車中隊基幹）
- 第73戦車連隊（4個戦車中隊基幹）
- 第11普通科連隊（6個普通科中隊基幹・機械化部隊）
- 第7特科連隊（4個大隊8個射撃中隊基幹）
- 第7高射特科連隊（6個高射中隊基幹）
- 第7後方支援連隊
- 第7施設大隊（4個施設中隊基幹）
- 第7通信大隊
- 第7偵察隊（3個戦闘偵察小隊基幹）
- 第7飛行隊
- 第7化学防護隊
- 第7師団司令部付隊
- 第7音楽隊

駐屯地
- 東千歳駐屯地（千歳市）
  - 第7師団司令部および同付隊
  - 第11普通科連隊
  - 第7特科連隊
  - 第7高射特科連隊（第1-第4高射中隊）
  - 第7後方支援連隊
  - 第7施設大隊
  - 第7通信大隊
  - 第7偵察隊
  - 第7化学防護隊
  - 第7音楽隊
- 北千歳駐屯地（千歳市）
  - 第71戦車連隊
- 北恵庭駐屯地（恵庭市）
  - 第72戦車連隊
- 南恵庭駐屯地（恵庭市）
  - 第73戦車連隊
- 静内駐屯地（日高郡新ひだか町）
  - 第7高射特科連隊（連隊本部、第5中隊、第6中隊）
- 丘珠駐屯地（札幌飛行場）（札幌市）
  - 第7飛行隊

## 主要幹部
| 官職名                       | 階級    | 氏名     | 補職発令日     | 前職                                   |
| ---------------------------- | ------- | -------- | -------------- | -------------------------------------- |
| 第7師団長                    | 陸将    | 武田敏裕 | 2025年03月24日 | 西部方面総監部幕僚長 兼 健軍駐屯地司令 |
| 副師団長 兼 東千歳駐屯地司令 | 陸将補  | 古内弘樹 | 2025年03月24日 | 陸上自衛隊輸送学校長                   |
| 幕僚長                       | 1等陸佐 | 黒木正富 | 2024年08月26日 | 第9師団司令部幕僚長                    |

| 代                           | 氏名                  | 在職期間                                                 | 出身校・期                     | 前職                                                  | 後職                                   |
| 第7混成団長（陸将補）        | 第7混成団長（陸将補） | 第7混成団長（陸将補）                                    | 第7混成団長（陸将補）          | 第7混成団長（陸将補）                                 | 第7混成団長（陸将補）                  |
| ---------------------------- | --------------------- | -------------------------------------------------------- | ------------------------------ | ----------------------------------------------------- | -------------------------------------- |
| 01                           | 助川弘道              | 1955年12月01日 - 1958年03月27日                          | 海兵55期・ 海大38期            | 北部方面特科団長 →1955年11月16日 北部方面総監部付     | 第3管区副総監 兼 伊丹駐とん地司令      |
| 02                           | 關口八太郎            | 1958年03月28日 - 1960年07月31日                          | 東北帝国大学 昭和10年卒        | 第1管区副総監 兼 練馬駐とん地司令                     | 第5管区総監                            |
| 03                           | 太田庄次              | 1960年08月01日 - 1962年08月14日                          | 陸士42期・ 陸大54期            | 東北方面総監部幕僚長 兼 南仙台駐とん地司令            | 第7師団長                              |
| 第7師団長（陸将・指定職1号） |                       |                                                          |                                |                                                       |                                        |
| 01                           | 太田庄次              | 1962年08月15日 - 1963年03月15日 ※1963年01月01日 陸将昇任 | 陸士42期・ 陸大54期            | 第7混成団長 （陸将補）                                | 第10師団長                             |
| 02                           | 久保田茂              | 1963年03月16日 - 1965年03月15日 ※1964年01月01日 陸将昇任 | 陸士44期・ 陸大51期            | 東部方面総監部幕僚長 兼 市ケ谷駐とん地司令 （陸将補） | 防衛大学校幹事                         |
| 03                           | 國武輝人              | 1965年03月16日 - 1968年03月15日                          | 陸士44期・ 陸大53期            | 防衛大学校幹事                                        | 陸上幕僚監部付 →1968年6月30日 退職     |
| 04                           | 齊藤春義              | 1968年03月16日 - 1969年06月30日 ※1968年07月01日 陸将昇任 | 陸士48期・ 陸大56期            | 東部方面総監部幕僚長 兼 市ケ谷駐とん地司令 （陸将補） | 第1師団長                              |
| 05                           | 溝口昌弘              | 1969年07月01日 - 1971年07月01日                          | 陸士49期・ 陸大57期            | 東北方面総監部幕僚長 兼 仙台駐とん地司令              | 陸上自衛隊幹部学校長                   |
| 06                           | 平林克己              | 1971年07月01日 - 1973年06月30日                          | 陸士51期・ 陸大58期            | 中部方面総監部幕僚長 兼 伊丹駐とん地司令              | 中部方面総監                           |
| 07                           | 井出洋                | 1973年07月01日 - 1975年06月30日                          | 陸士52期・ 陸大59期            | 陸上自衛隊少年工科学校長                              | 退職                                   |
| 08                           | 加藤誠一              | 1975年07月01日 - 1977年03月15日                          | 陸士56期                       | 陸上幕僚監部幕僚幹事                                  | 防衛大学校幹事                         |
| 09                           | 渡邉勉                | 1977年03月16日 - 1979年06月30日                          | 陸士57期                       | 陸上自衛隊幹部学校副校長 兼 企画室長                  | 東北方面総監                           |
| 10                           | 松永力                | 1979年07月01日 - 1981年03月30日                          | 陸士60期                       | 統合幕僚会議事務局第5幕僚室長                         | 防衛大学校幹事                         |
| 11                           | 中村守雄              | 1981年03月31日 - 1982年03月15日                          | 陸航士60期                     | 陸上幕僚監部教育訓練部長                              | 陸上幕僚副長                           |
| 12                           | 齊藤信夫              | 1982年03月16日 - 1983年06月30日                          | 陸航士58期                     | 陸上幕僚監部防衛部長                                  | 西部方面総監                           |
| 13                           | 新井道彦              | 1983年07月01日 - 1985年03月15日                          | 仙幼47期・ 東北大学 昭和27年卒 | 陸上幕僚監部人事部長                                  | 西部方面総監                           |
| 14                           | 狩野泰輔              | 1985年03月16日 - 1986年06月16日                          | 大幼47期                       | 北部方面総監部幕僚長 兼 札幌駐屯地司令                | 退職                                   |
| 15                           | 源川幸夫              | 1986年06月17日 - 1988年07月06日                          | 防大1期                        | 統合幕僚会議事務局第3幕僚室長                         | 東北方面総監                           |
| 16                           | 西元徹也              | 1988年07月07日 - 1989年06月29日                          | 防大3期                        | 陸上幕僚監部防衛部長                                  | 陸上幕僚副長                           |
| 17                           | 阿部賢吉              | 1989年06月30日 - 1991年06月30日                          | 防大3期                        | 自衛隊福岡地方連絡部長                                | 統合幕僚学校長                         |
| 18                           | 齊野光浩              | 1991年07月01日 - 1993年06月30日                          | 防大4期                        | 中部方面総監部幕僚長 兼 伊丹駐屯地司令                | 退職                                   |
| 19                           | 田村鞆利              | 1993年07月01日 - 1994年06月30日                          | 防大7期                        | 陸上幕僚監部装備部長                                  | 防衛大学校幹事                         |
| 20                           | 藤縄祐爾              | 1994年07月01日 - 1995年06月29日                          | 防大8期                        | 陸上幕僚監部人事部長                                  | 陸上幕僚副長                           |
| 21                           | 藤原利將              | 1995年06月30日 - 1997年06月30日                          | 防大9期                        | 統合幕僚会議事務局第5幕僚室長                         | 防衛大学校幹事                         |
| 22                           | 作道光夫              | 1997年07月01日 - 1998年06月30日                          | 防大11期                       | 東部方面総監部幕僚長 兼 朝霞駐屯地司令                | 防衛大学校幹事                         |
| 23                           | 岩猿進                | 1998年07月01日 - 2001年01月10日                          | 防大12期                       | 北部方面総監部幕僚長 兼 札幌駐屯地司令                | 中部方面総監                           |
| 24                           | 森勉                  | 2001年01月11日 - 2002年03月21日                          | 防大14期                       | 陸上幕僚監部防衛部長                                  | 陸上幕僚副長                           |
| 25                           | 今村功                | 2002年03月22日 - 2004年03月28日                          | 防大15期                       | 陸上幕僚監部人事部長                                  | 東部方面総監                           |
| 26                           | 庄田豊                | 2004年03月29日 - 2006年09月18日                          | 防大16期                       | 東北方面総監部幕僚長 兼 仙台駐屯地司令                | 統合幕僚学校長                         |
| 27                           | 用田和仁              | 2006年09月19日 - 2008年07月31日                          | 防大19期                       | 統合幕僚監部運用部長                                  | 西部方面総監                           |
| 28                           | 荒川龍一郎            | 2008年08月01日 - 2009年07月20日                          | 防大21期                       | 陸上幕僚監部人事部長                                  | 陸上幕僚副長                           |
| 29                           | 山本洋                | 2009年07月21日 - 2010年07月25日                          | 防大21期                       | 東北方面総監部幕僚長 兼 仙台駐屯地司令                | 陸上自衛隊富士学校長 兼 富士駐屯地司令 |
| 30                           | 岩田清文              | 2010年07月26日 - 2011年08月04日                          | 防大23期                       | 陸上幕僚監部人事部長                                  | 統合幕僚副長                           |
| 31                           | 磯部晃一              | 2011年08月05日 - 2012年07月25日                          | 防大24期                       | 統合幕僚監部防衛計画部長                              | 統合幕僚副長                           |
| 32                           | 塩崎敏譽              | 2012年07月26日 - 2013年12月17日                          | 防大24期                       | 第12旅団長                                            | 退職                                   |
| 33                           | 太田牧哉              | 2013年12月18日 - 2015年08月03日                          | 防大26期                       | 北部方面総監部幕僚長 兼 札幌駐屯地司令                | 陸上自衛隊研究本部長                   |
| 34                           | 田浦正人              | 2015年08月04日 - 2017年08月07日                          | 防大28期                       | 北部方面総監部幕僚長 兼 札幌駐屯地司令                | 北部方面総監                           |
| 35                           | 小野塚貴之            | 2017年08月08日 - 2018年07月31日                          | 防大30期                       | 統合幕僚監部防衛計画部長                              | 陸上幕僚副長                           |
| 36                           | 前田忠男              | 2018年08月01日 - 2020年04月14日                          | 防大31期                       | 陸上幕僚監部防衛部長                                  | 北部方面総監                           |
| 37                           | 中村裕亮              | 2020年04月15日 - 2023年03月29日                          | 防大32期                       | 第15旅団長                                            | 陸上自衛隊富士学校長 兼 富士駐屯地司令 |
| 38                           | 遠藤充                | 2023年03月30日 - 2024年03月27日                          | 防大35期                       | 第14旅団長                                            | 防衛大学校副校長                       |
| 39                           | 松永浩二              | 2024年03月28日 - 2025年03月23日                          | 防大36期                       | 第15旅団長                                            | 統合幕僚副長                           |
| 40                           | 武田敏裕              | 2025年03月24日 -                                         | 防大35期                       | 西部方面総監部幕僚長 兼 健軍駐屯地司令                |                                        |

## 警備地区
- 第7警備地区：北海道（胆振・日高）
  - 警備隊区：
    - 第71戦車連隊：室蘭市、登別市、伊達市、壮瞥町、洞爺湖町、豊浦町[14]
    - 第72戦車連隊：恵庭市、北広島市、夕張市、栗山町、由仁町、南幌町、長沼町[15]
    - 第73戦車連隊：苫小牧市、白老町[16]
    - 第11普通科連隊：千歳市[17]
    - 第7特科連隊：日高町、平取町、むかわ町、厚真町、安平町[18]
    - 第7高射特科連隊：新冠町、新ひだか町、浦河町、様似町、えりも町[19]

## 部隊改編
第7混成団新編（1955年）
混成団と同じく、1個普通科連隊基幹。第18普通科連隊内に1個特車中隊。
- 第7混成団（以下は主要部隊のみ記載）
  - 第18普通科連隊（4個普通科大隊・特車中隊・重迫撃砲中隊・特車中隊）
  - 第7特科連隊（3個特科大隊）
  - 第7施設大隊
  - 第7偵察中隊

機械化混成団改編（1961年）
小型化した普通科連隊3個（4個普通科中隊）を基幹とし、特車部隊を大隊に増強しび団直轄化、特科連隊が5個大隊編成となる。第18普通科連隊主力は第5管区隊へ異動、第5管区隊より第11普通科連隊が隷下に入り、第18普通科連隊第4大隊と編合し、第23・第24普通科連隊を新編。有事には装甲輸送隊の支援により、普通科部隊の機械化を図る構想であった。
- 第7混成団
  - 第11普通科連隊（4個普通科中隊・迫撃砲隊）
  - 第23普通科連隊（4個普通科中隊・迫撃砲隊）
  - 第24普通科連隊（4個普通科中隊・迫撃砲隊）
  - 第7特科連隊（4個特科大隊・1個高射大隊）
  - 第7特車大隊（4個特車中隊）：M4A3E8シャーマン戦車等を装備[20]
  - 第7施設大隊
  - 第7偵察隊
  - 第7装甲輸送隊

師団改編（1962年）
第7混成団を第7師団に改編。編成は混成団時とほぼ同じであるが、特車の名称が戦車に変更。陸上自衛隊で唯一の丙師団（機械化部隊）編制。
機甲師団改編（1981年）
3個普通科連隊・1個戦車大隊編制から3個戦車連隊・1個普通科連隊編制の機甲師団へと改編。主要編成は現在とほぼ同じとなる。
1. 第7戦車大隊（4個戦車中隊）を拡大改編し、第71戦車連隊（4個戦車中隊・戦車定数74両・以下各戦車連隊同じ）を新編。
2. 北部方面隊直轄の第1戦車団（北恵庭駐屯地）が廃止。第1戦車群のみが北部方面隊直轄部隊となる。
3. 第1戦車団第2戦車群（5個戦車中隊）を廃止し、第72戦車連隊（4個戦車中隊）を新編。
4. 第1戦車団第3戦車群（5個戦車中隊）を廃止し、第73戦車連隊（4個戦車中隊）を新編。
5. 第11普通科連隊は4個普通科中隊・迫撃砲隊から6個普通科中隊・迫撃砲中隊に増強。機械化装備も増強。
6. 第23普通科連隊は廃止。隊員の一部は第11普通科連隊の増強等に充当。
7. 第24普通科連隊は第8師団隷下となり、宮崎県のえびの駐屯地へ移駐。隊員の一部は第11普通科連隊の増強等に充当。
8. 第7装甲輸送隊を廃止し、装備を第11普通科連隊に移管。
9. 第7特科連隊第5大隊が独立し、第7高射特科連隊（本部管理中隊、5個高射中隊）に増強改編。
10. 第7後方支援連隊を新編。
11. 第7施設大隊が4個施設中隊編成に改編。

「戦車の北転事業」にともなう部隊改編（1990年）
戦車の北転事業に伴い、第7師団の部隊強化が先行して行われた。各戦車連隊は4個戦車中隊基幹から5個戦車中隊基幹に増強された。
- 1990年（平成2年）3月：第2混成団戦車隊（中隊規模）を部隊廃止、第12・13戦車大隊から1個戦車中隊を削減し、第71・72・73戦車連隊に第5戦車中隊を新編。

戦車定数削減にともなう部隊改編（2023年から2024年）
中期防衛力整備計画 (2014)、 (2019)、防衛力整備計画 (2023)に伴う戦車定数削減により、1981年（昭和56年）当時とほぼ同等の戦力へと回帰した。
- 2023年（令和5年）3月：第71・72戦車連隊の第5戦車中隊を廃止。4個戦車中隊基幹となる。
- 2024年（令和6年）3月：第73戦車連隊の第5戦車中隊を廃止。4個戦車中隊基幹となる。